# Mu Hu
Mu Hu  (Chinees; Hu Mu, 胡牧) (1989) is een Chinees golfprofessional.

## Amateur
Hu begon met golf toen hij zeven jaar was. Toen hij elf was, verhuisde hij met zijn ouders naar Florida om zich op de IMG Academy op golf toe te leggen. Zijn coach is de beroemde David Leadbetter waar onder meer Nick Faldo in de jaren 1980 al les nam. In 2001 won Hu het China Junior Golf Open (15-18 jaar). Hij won nog enkele toernooien en mocht een paar keer op de Aziatische PGA Tour meespelen. Op het Sanya Open werd hij 11de. Zijn vader was meestal zijn caddie.
Hu werd in 2008 toegelaten op de University of Florida, waar veel golf gespeeld wordt. In 2008 speelde hij voor het universiteitsteam (de Gators) met onder meer Tyson Alexander. Hij kreeg een uitnodiging van de Europese Tour voor het BMW Asian Open en het China Open en eindigde als beste amateur in beide toernooien.

## Gewonnen
- 2001: China Junior Golf Open
- 2003: Nike Golf Junior[1]
- 2007: Dixie Amateur, HP Boys Junior Championship

## Professional
Hu werd in 2011 professional.
- Gewonnen voor het Noord-China kwalificatietoernooi voor China Open.
- Aziatische PGA Tour 2013
- Chiangmai Golf Classic: vierde plaats